# Ma fille, mon ange
Pour plus de détails, voir Fiche technique et Distribution.
Ma fille, mon ange est un film québécois réalisé par Alexis Durand-Brault, sorti en 2007. Le film a pour thème l'univers de la pornographie.

## Synopsis
Nathalie est partie étudier le droit à Montréal. Elle y découvre rapidement les folies de la vie nocturne et se fait prendre par un entrepreneur du « divertissement pour adulte ». Un soir, à l’insu de sa femme, Germain visite des sites pornographiques sur Internet et découvre l’inimaginable! Nathalie, sa propre fille annonce qu’elle sera la vedette d’une prestation dans quatre jours! Dévoré par la culpabilité, Germain part pour Montréal afin d’empêcher Nathalie de commettre à ses yeux l’irréparable.

## Fiche technique
- Titre original : Ma fille, mon ange
- Titre anglais : My Daughter, My Angel
- Réalisation : Alexis Durand-Brault
- Scénario : Pierre Szalowski
- Musique : Normand Corbeil
- Conception visuelle : Richard Marchand
- Décors : Nadine Petit Clerc
- Costumes : Odette Gadoury
- Coiffure : Réjean Goderre
- Maquillage : Micheline Trépanier
- Photographie : Yves Bélanger
- Son : Patrick Rousseau, Marcel Pothier, Gavin Fernandes, Stéphane Bergeron
- Montage : Richard Comeau
- Production : Richard Lalonde, Maxime Rémillard
- Sociétés de production : Remstar Productions, Forum Films
- Société de distribution : Alliance Atlantis
- Budget : 3,6 millions de dollars[1]
- Pays d'origine :  Québec (Canada)
- Langue originale : français
- Format : couleur, 35mm
- Genre : drame
- Durée : 86 minutes
- Dates de sortie :
  - Canada : 12 février 2007  (avant-première du 25e Rendez-vous du cinéma québécois à la Place des Arts)[2]
  - Canada : 16 février 2007  (sortie en salle au Québec)
  - Canada : 3 juillet 2007  (DVD)
  - Australie : 30 novembre 2008  (Possible Worlds Film Festival)[3]

## Distribution
- Michel Côté : Germain Dagenais
- Karine Vanasse : Nathalie Dagenais
- Dominique Leduc : Jeanne Dagenais
- Laurence Leboeuf : Angélique Ménard
- Christian Bégin : Michel Derennes, sergent-détective
- Pierre-Luc Brillant : Max Bissonnette
- Serge Houde : Robert Brault
- Alain Fournier : le curé
- Laurent Allaire : le « pusher »
- Nicolas Canuel : Luc Barbeau
- Lise Roy : Claire Beaulieu, la ministre
- Sylvie Potvin : femme à l'accueil universitaire
- Christine Beaulieu : secrétaire du Constellation
- Hélène Florent : Lucie Gagnon, directrice Constellation
- Antoine Vézina : le concierge de l'hôtel

## Récompenses et nominations

### Récompense
- Prix Jutra 2008 : meilleure actrice de soutien pour le rôle d'Angélique Ménard : Laurence Leboeuf

### Nominations
Prix Jutra 2008
- Meilleure musique originale : Normand Corbeil
- Meilleure actrice : Karine Vanasse pour le rôle de Nathalie Dagenais
- Meilleure coiffure : Réjean Goderre
- Meilleur son : Patrick Rousseau, Marcel Pothier, Gavin Fernandes, Stéphane Bergeron

Prix Génie 2008
- Meilleure actrice de soutien : Laurence Leboeuf